# Immortality

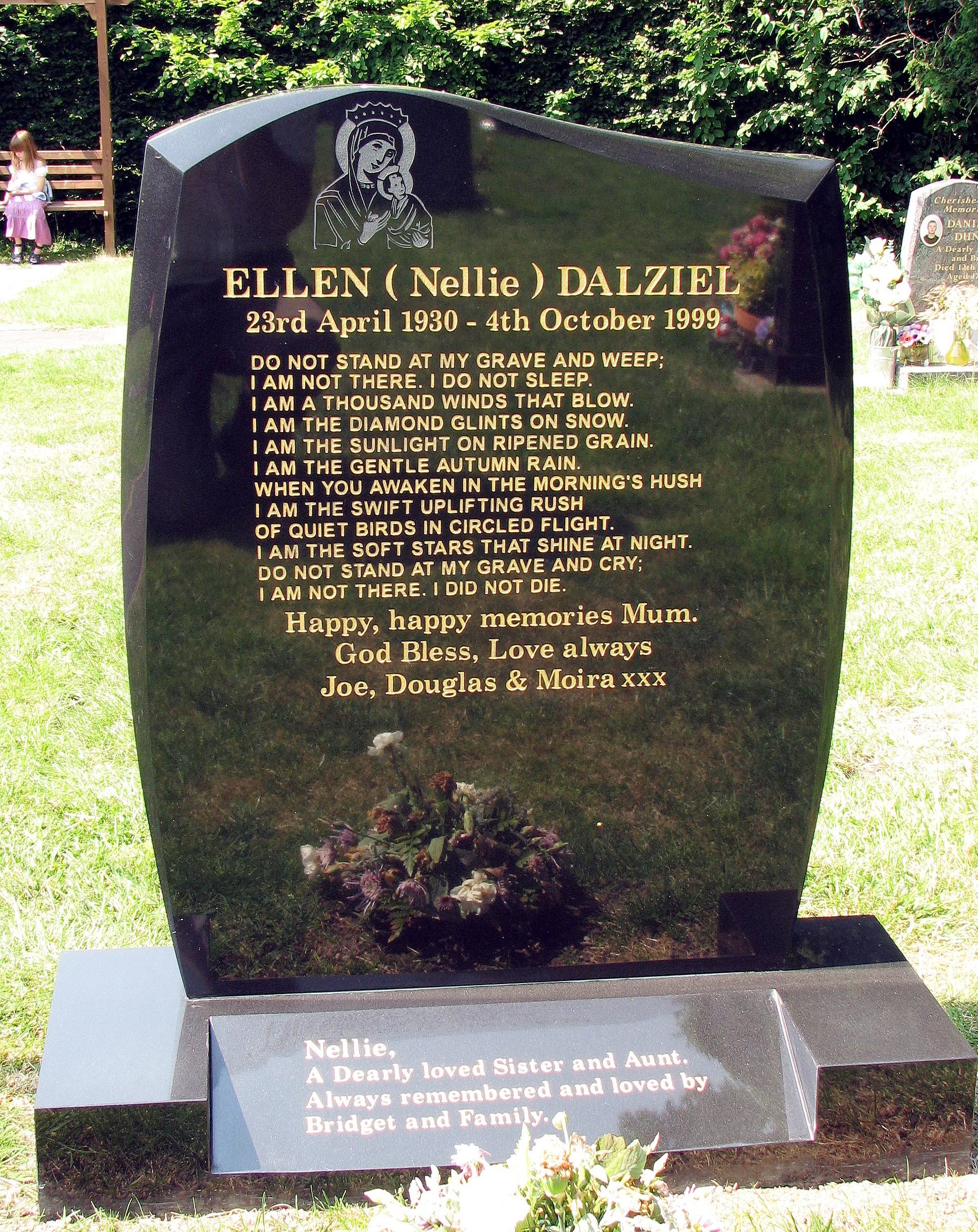
A vers egy sírkövön a wapleybeli Szent Péter templom temetőjében, Anglia

"Do not stand by my grave and weep" az első sora az "Immortality" (magyarul: "Halhatatlanság") című versnek, melyet valószínűleg Clare Harner írt 1934-ben.

## Eredet
A kansasi származású Clare Harner (1909–1977) a verset először 1934 decemberében a "The Gypsy" nevű irodalmi magazinban publikálta, melyet bátyja hirtelen halála után nem sokkal írt. Csakhamar temetési gyászbeszédek részévé vált a felolvasása Kansas és Missouri államokban és a helyi újságok is lehozták a verset, úgy mint a "Kansas City Times" vagy a "Kansas City Bar Bulletin". Harner később sikeresen elvégezte a Kansasi Egyetem újságíró szakát és több más verse is megjelent önállóan és antológia részeként is.

## Plágiumok
A verset gyakorta ismeretlen vagy helytelen forrásokhoz kötik, mint például a hopik vagy a navahók. A szerzőség igényével fellépő legismertebb személy Mary Elizabeth Frye (1905–2004) volt, aki gyakran osztogatta a vers fénymásolatait, a nevével ellátva. Először 1983-ban kapcsolták tévesen a vershez, mint szerzőt. Gyászjelentésében is az állt, hogy szerzősége "kétségbevonhatatlan", melyet a hasábjain a Dear Abby is visszaigazolt. Ezzel szemben mind a rovatot alapító Pauline Phillips, mind pedig a lánya, Jeanne Phillips többször is leszögezték olvasóiknak, hogy nem tudják alátámasztani a vers szerzőjének kilétét.

## Eredeti változat
Lentebb olvasható az 1934 decemberében a "The Gypsy" 16. oldalán közölt eredeti változat szövege Immortality címmel, végén a következő, a szerzőre utaló szöveggel: "CLARE HARNER, Topeka, Kan." A vers sorainak speciális szedése (behúzások) már itt látható.
| Clare Harner Immortality Do not stand By my grave, and weep. I am not there, I do not sleep— I am the thousand winds that blow I am the diamond glints in snow I am the sunlight on ripened grain, I am the gentle, autumn rain. As you awake with morning’s hush, I am the swift, up-flinging rush Of quiet birds in circling flight, I am the day transcending night. Do not stand By my grave, and cry— I am not there, I did not die. – 1934 |

| Clare Harner Halhatatlanság Ne állj a síromnál Könnyeket hullatva, Nem vagyok ott Álomban nyugodva— Én vagyok ezernyi szél süvítő áramlása Én vagyok a havas táj gyémánt csillanása Én vagyok a napfény a beérő magon, Én vagyok a szelíd eső egy őszi napon. Mikor reggel felébredsz hallgatag, Én vagyok a madarak hangtalan, Fürge s keringő szárnyalása, Én vagyok a napfény éjben ragyogása. Ne állj a síromnál Könnyeket hullatva— Nem vagyok ott, Nem vagyok meghalva. – 1934 |

## Egyéb változatok

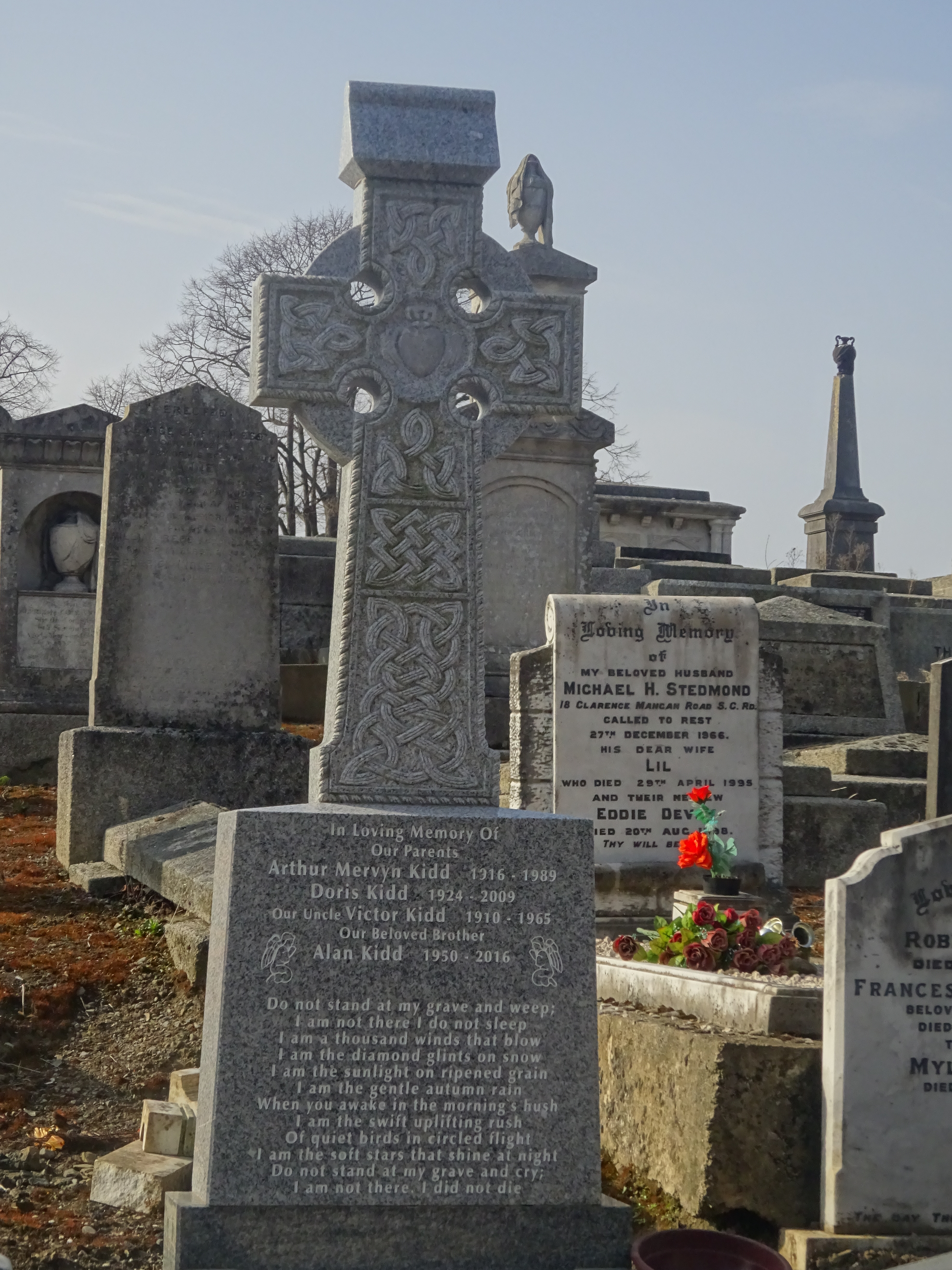
A vers egy dublini sírkövön Írországban

A vers később gyakorta a szerző megjelölése nélkül, illetve kissé módosított szövegezéssel jelent meg, mint ahogy alább is olvasható. Az eltérő részek dőlt betűvel olvashatók:

| Immortality Do not stand at my grave and weep, I am not there, I do not sleep. I am a thousand winds that blow; I am the diamond glints on the snow. I am the sunlight on ripened grain; I am the gentle autumn's rain. When you awaken in the morning's hush, I am the swift uplifting rush Of quiet birds in circled flight. I am the soft star that shines at night. Do not stand at my grave and cry. I am not there; I did not die. |
A vers itt tizenkét soros, páronként rímelnek (kuplé). jambikus verslábak jellemzik, kivéve az 5. és a 7. sort, ahol egy, illetve két szótaggal több található.

## A tömegkultúrában
- A vers elő közvetítésben hangzott el 1997. november 27-én az INXS énekese, Michael Hutchence búcsúztató szertartásán, testvére, Tina Hutchence előadásában.[13]
- A vers módosított változata felhasználásra került a World of Warcraft videójátékban.[14]
- John Wayne olvasta fel a verset 1977. december 29-én Howard Hawks filmrendező búcsúztató szertartásán.[15]
- Az előbbi esemény hatására John Carpenter szerepeltette a verset a "Better Late Than Never" című 1979-es tévéfilmjében.[2][16]
- A vers elhangzik a Született feleségek negyedik évad "Welcome to Kanagawa" című epizódjában.
- A vers rajta van, vésett formában, Charles Bronson és Jill Ireland közös sírkövén.[17]